# Brug 347
Brug 347 is een vaste brug in Amsterdam Oud-West.

## Brug
Ze is gelegen in de zuidelijke kade van de Haarlemmertrekvaart. Ze overspant daarbij het begin van de Kostverlorenvaart met haar De Wittenkade. 
In 1886 werd hier een vaste brug neergelegd, waarbij de bijzonderheid was dat ze scheef over de Kostverlorenvaart kwam te liggen. Zo kon het verkeer een soepeler beweging maken van het Nassauplein naar de Haarlemmerweg, toen net binnen de gemeente Amsterdam liggend. Het werd later onderdeel van stadsroute 103. De aanbesteding volgde in november 1886; Amsterdam koos destijds voor een ijzeren brug (14 ton balkijzer met een houten noodbrug). Al in 1913 moest de brug aangepast worden. De gemeente Amsterdam schreef toen een aanbesteding uit voor circa 38 ton ijzeren materiaal alsmede 34 m³ graniet voor de brug. De werkzaamheden liepen van 23 oktober 1913 tot 23 juni 1914. Een echt grote brug was hier nog niet nodig, want men had het idee dat de belangrijkste stadsroute de stad in zou lopen via de Van Hallstraat. De brug werd rond 1928 versterkt in een project waar de nabijgelegen Mirakelbrug en Willemsbrug werden vernieuwd. In 1938 kwam het inzicht dat dit onvoldoende soelaas zou bieden aan het almaar toenemende verkeer. In 1938 werd daarom een plan ingediend om de gehele hoek aan te pakken tussen Marnixstraat, Nassaukade, Frederik Hendrikplantsoen, Kostverlorenvaart en Haarlemmerweg. In 1969 was het inzicht in de verkeersstroom weer gewijzigd. De Haarlemmer Houttuinen werd gesloopt ten faveure van een "soort snelweg", die echter nooit een doorlopende aansluiting zou krijgen. In dat plan was wel ruimte gemaakt voor een nieuwe bredere brug over de Kostverlorenvaart om het verkeer met voldoende vaart te kunnen af- en aanvoeren. De plaats van de brug verhuisde daarbij wel enigszins naar het zuiden om de brug beter te laten aansluiten op de Willemsbrug over de Singelgracht. Een directe aansluiting op de vernieuwde snelweg bleef onmogelijk omdat het monument de Haarlemmerpoort in de weg bleef staan (en aan de andere kant Droogbak). In augustus 1969 werd er begonnen met de bouw van de 39 meter brede brug. Op 6 juli 1970 kon de brug geopend worden. Het weekend daarvoor werd het gehele gebied rondom het Nassauplein afgesloten voor het verkeer om alle aanknopingen op de juiste plek te krijgen. De brug lag toen nog in een zandwoestijn getuige een foto op Beeldbank Amsterdam. Pas in december 1970 was hier alles op orde.
In 1970 was de Dienst der Publieke Werken nog verantwoordelijk voor de bruggen. Daar werkten toen onder leiding van Gerrit Feiko Janssonius twee brugarchitecten Dick Slebos en Dirk Sterenberg, deze brug is afkomstig van de laatste. Het opvallendst aan de brug zijn echter de walkanten en landhoofden. Deze zijn uitgevoerd in een stijl die sterk doen denken aan de Amsterdam School, de stijl (aangevuld met de zitjes) die Piet Kramer, voorganger van Slebos en Sterenberg, hanteerde en vaak door hun als inspiratiebron werd genomen. Daar waar Kramer en stijlgenoten vloeiende lijnen hanteerden, gebruikt Sterenberg hier “scherpe” hoeken, in de combinatie baksteen en natuursteen.  
De brug stond jarenlang bekend als de Een Honderd Roebrug, vernoemd naar een herberg die hier bij het Station Amsterdam Willemspoort stond, ooit het eindstation van de Oude Lijn. In april 2016 schrapte echter de gemeente Amsterdam alle officieuze benamingen van bruggen en sindsdien gaat de brug zonder naam door het leven.

## Kunst
Op het zuidoostelijk landhoofd staat aangeven dat er twee benoemde artistieke kunstwerken te vinden zijn. Een daarvan is niet te missen: Sublime symbols van Peter van de Locht. Een ander bord geeft aan dat hier ook te zien is Gevallen engel. Het bordje is aangebracht als onderdeel van een stadswandeling uit 2015 langs het Museum van onbedoelde kunst. Daarbij wezen personen aan, hier Helena Aaltje van Zandbergen, dat zij kunst zagen in een aangetroffen aanblik, zonder dit overigens zelf verder te duiden. Het kunstwerk zou volgens het bordje bestaan uit een engel in baksteenvorm.

## Openbaar vervoer
Tot 6 oktober 1974 reed bus 18 over de brug, opvolger van de Tramlijn Amsterdam- Sloterdijk.

## Afbeeldingen

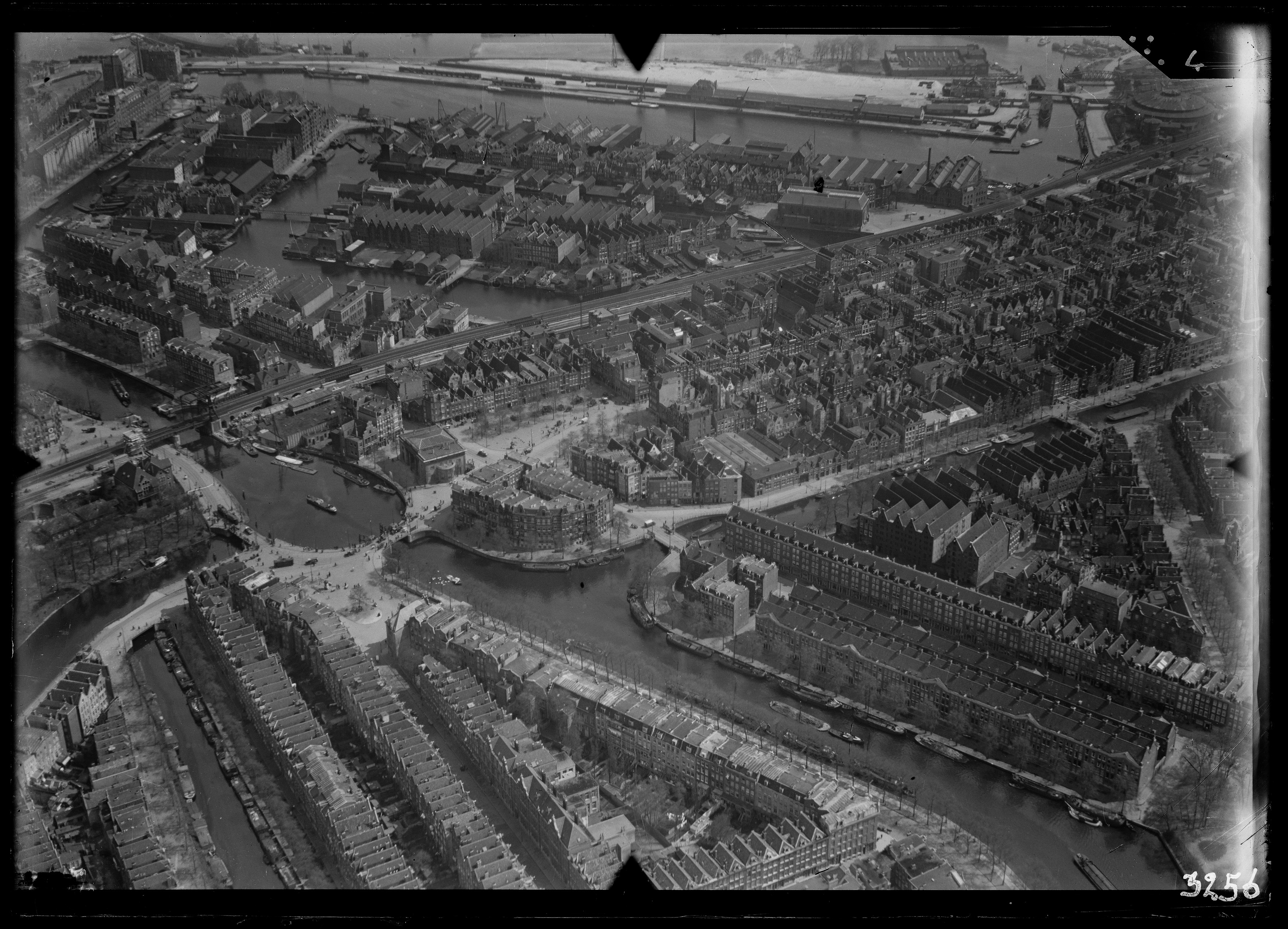
Brug 347, linksonder, sluit niet aan op de brug over de Singelgracht (foto tussen 1920 en 1924); later werd die punt gesloopt, zodat de bruggen wel op elkaar aansloten
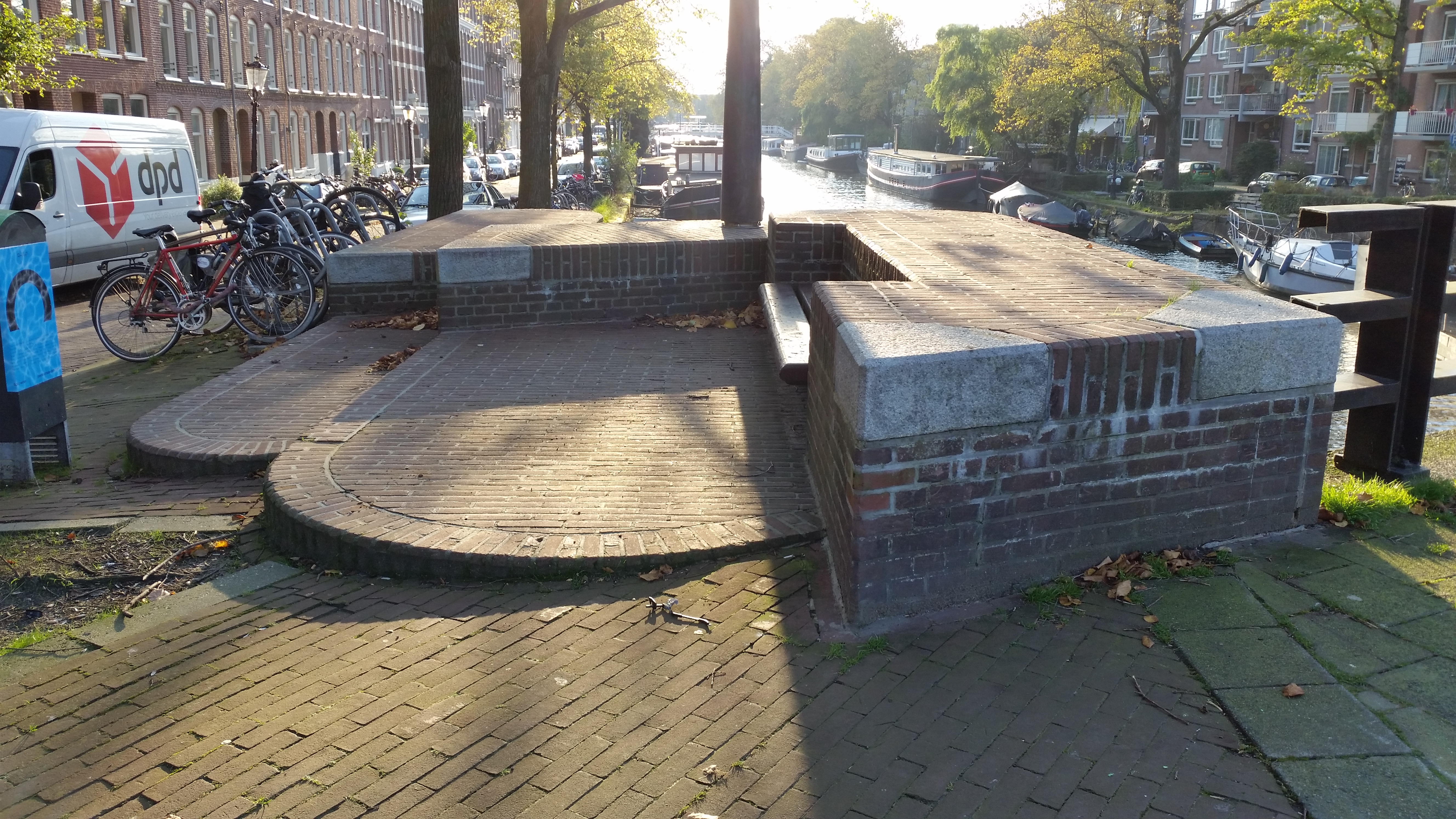
Hoekige Amsterdamse School (oktober 2019)
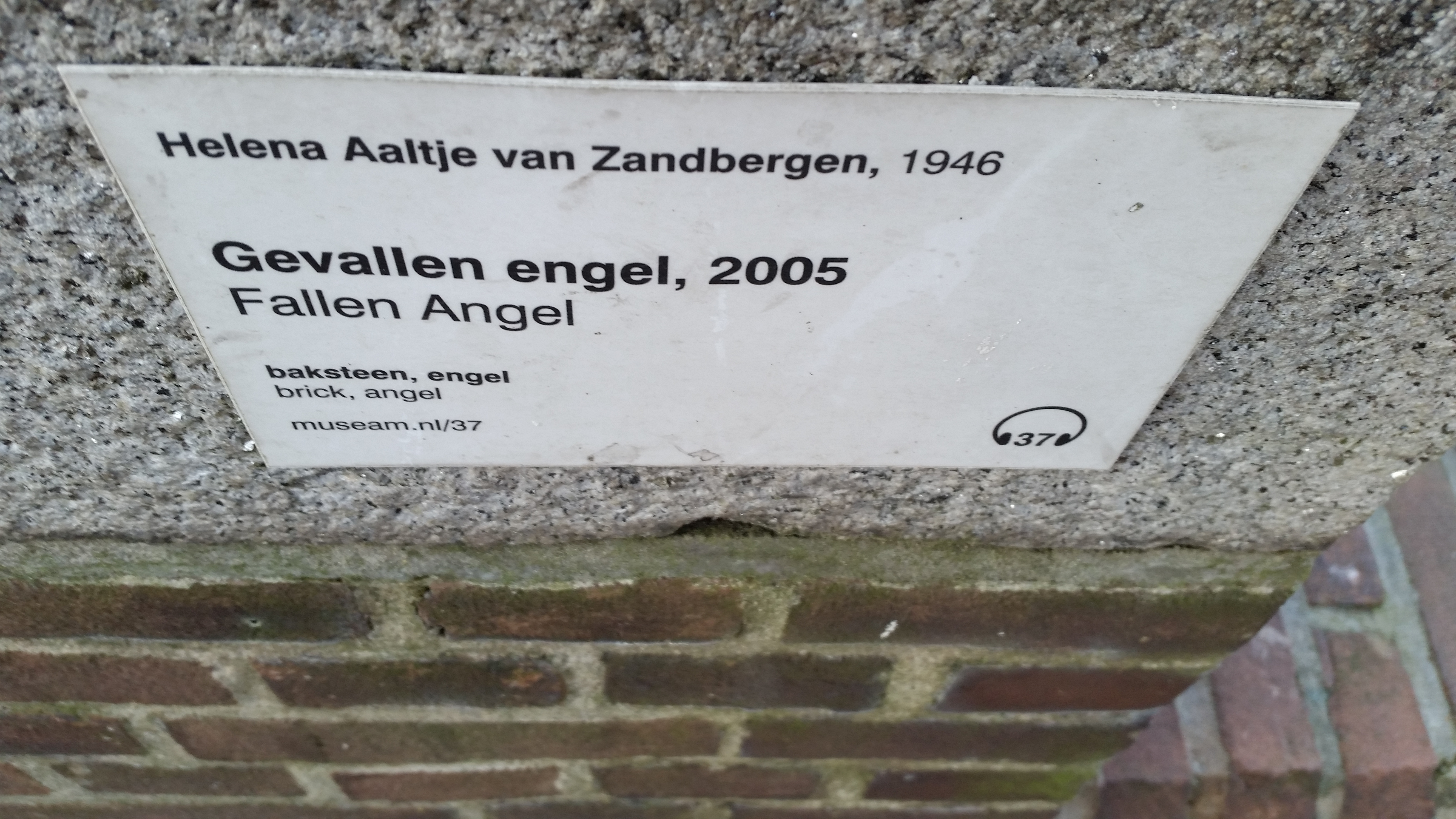
Bordje Gevallen engel (oktober 2019)

<<< · 300 · 301 · 302 · 303 · 304 · 305 · 306 · 307 · 308 · 309 · 310 · 311 · 312 · 313 · 314 · 315 · 316 · 317 · 318 · 320 · 321 · 322 · 323 · 324 · 325 · 327 · 328 · 330 · 331 · 332 · 333 · 334 · 335 · 336 · 337 · 338 · 339 · 340 · 341 · 342 · 343 · 344 · 345 · 346 · 347 · 348 · 349 · 350 · 351 · 352 · 353 · 354 · 355 · 356 · 357 · 358 · 359 · 360 · 361 · 362 · 363 · 364 · 365 · 366 · 367 · 368 · 371 · 372 · 373 · 374 · 375 · 376 · 377 · 378 · 379 · 380 · 381 · 382 · 383 · 385 · 386 · 387 · 388 · 389 · 390 · 391 · 392 · 393 · 394 · 395 · 396 · 397 · 398 · 399 · >>>
Brugnummers 319, 326, 329 (tijdelijke duiker in de Ringspoordijk), 369, 370, 384 zijn niet (meer) vergeven.